# Государственный академический симфонический оркестр Республики Казахстан
Государственный академический симфонический оркестр Республики Казахстан имени Толепбергена Абдрашева — крупнейший музыкальный коллектив Казахстана.
Оркестр был образован в 1958 году на базе симфонического оркестра Казахского радио, которым руководил Фуат Мансуров, и вошёл в состав Казахской государственной филармонии имени Джамбула (Жамбыла). Мансуров и стал первым главным дирижером оркестра. В дальнейшем среди его главных дирижёров были Леонид Шаргородский, Виктор Яковлев, Илья Островский, Шамгон Кажгалиев, работали с оркестром Газиз Дугашев и Тимур Мынбаев. 
С 1987 по 2007 год художественным руководителем и главным дирижером  ГАСО Республики Казахстан был народный артист РК Толепберген Абдрашев. 
В 1998 году оркестру присвоено звание академического.
C 2008 по 2015 год оркестр возглавлял  армянский дирижёр из Израиля Ваг Папян.
С 2015 года художественным руководителем и главным дирижером является Канат Омаров.
В 2022 году оркестру было присвоено имя Толепбергена Абдрашева.